# 爱丁堡大学法学院
爱丁堡大学法学院（英語：Edinburgh Law School），1707年建校，是位于苏格兰爱丁堡爱丁堡大学的法学院，其靠近爱丁堡乔治广场以及爱丁堡大学的主校区，距离爱丁堡城堡和皇家一英里不远，又座落于苏格兰的法律中心的所在地——苏格兰议会大厦与苏格兰高等法院附近。同时，爱丁堡大学法学院位于大学最初的校址，爱丁堡大学旧学院。
2010年，《卫报》将爱丁堡大学法学院列为英国排名第四的法学院，苏格兰第一。

## 历史
1707年，当苏格兰王国和英格兰王国合并成为大不列颠王国之时，安妮女王在爱丁堡大学设立了公法和自然法的教席，第一任為勋爵查爾斯·厄斯金，由此正式创立了爱丁堡大学法学院。1722时，爱丁堡大学法学院已经有了四名教授，教授课程包括民法、苏格兰法律與历史 。
今天，爱丁堡大学法学院在罗马法、欧洲法、犯罪学、商法、知识产权法、劳工法、国际法、比较法和人权法方面都有著较高的声誉。

## 著名人物
爱丁堡大学法学院著名校友包括:
- 道格拉斯·亚历山大，前任影子外交大臣、内阁交通大臣和国际发展大臣
- 迈克尔·安克拉姆（英语：Michael Ancram），前任英国保守党主席
- 汤玛斯·坎贝尔，诗人
- 帕特里克·霍奇，现任英国最高法院副院长
- 罗伯特·约翰·韦彦德，现任英国最高法院院长
- 马尔科姆·里夫金德，前任外交、聯邦及發展事務大臣和国防大臣
- 戴维·蒙戴尔，下议会议员，前任苏格兰事务大臣
- 埃莉诺·莱恩，下议会议员，现下议院副议长
- 沃尔特·司各特，作家，诗人
- 罗伯特·路易斯·史蒂文森, 作家
- 朱莉娅·塞布廷德（英语：Julia_Sebutinde），现任海牙国际法院大法官
- 凯瑟琳·格兰杰，2012奥林匹克运动会金牌

## 学术
目前，爱丁堡大学法学院的教授包括
- 大卫·爱德华（英语：David Edward），前任欧洲初审法院法官
- Andrew Steven，前任苏格兰法律委员会委员
- 赫克托·麦昆（英语：Hector MacQueen），前任苏格兰法律委员会委员
- 大卫·塞勒（英语：David Sellar），前任蘇格蘭皇家紋章大臣
- 尼尔·克雷格·沃克（英语：Neil Walker (lawyer)），钦定讲座教授
- Niamh Nic Shuibhne，欧盟法教授
- 乔治·格雷顿（英语：George Gretton），教授
- 格里·马赫（英语：Gerry Maher），教授
- 肯尼斯·里德（英语：Kenneth Reid (legal scholar)），教授
- 亚历山大·麦考尔·史密斯，小说家
- 艾伦·华生（英语：Alan Watson (legal scholar)），访问教授
- 罗伯特·布莱克，荣休教授（应用苏格兰法于洛克比空難的缔造者）
- 约翰·肯尼恩·梅森（英语：J. Kenyon Mason），荣休教授
- Alan Boyle，国际律师

## 学生活动
2008年，爱丁堡大学开始出版《爱丁堡学生法律评论》，资助者是史密夫律师事务所和Balfour+Manson。

## 研究中心
- 法律与社会中心
- 法律史中心
- SCRIPT（The AHRC Centre for Studies in Intellectual Property and Technology Law）
- 欧洲研究所
- 苏格兰国际法中心
- 约瑟夫贝尔中心
- 爱丁堡青年转变和犯罪中心
- 商法中心